# St. Gallus (Eutingen)

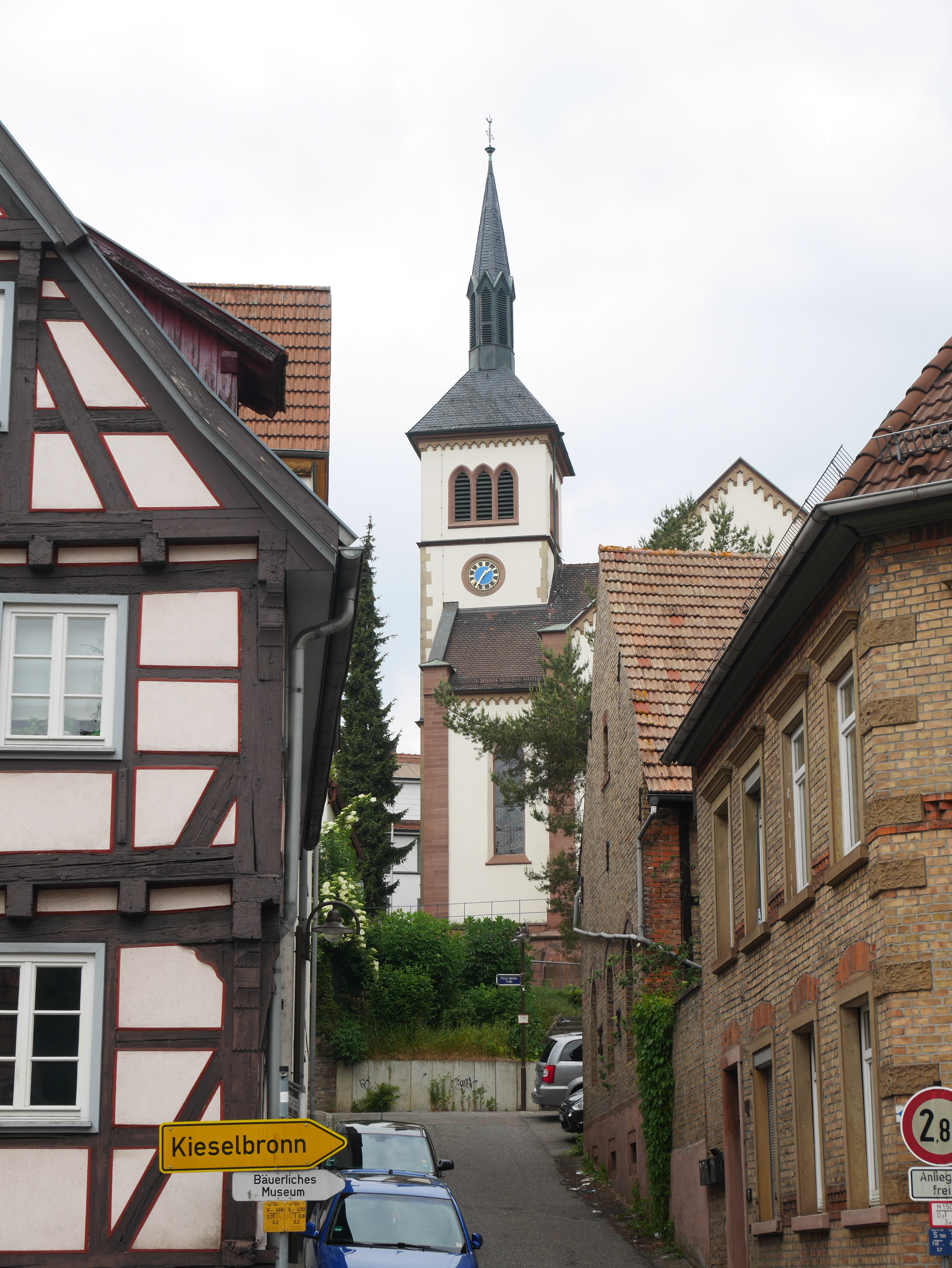
St. Gallus in Eutingen

Die evangelische Pfarrkirche St. Gallus ist ein geschütztes Kulturdenkmal nach dem Denkmalschutzgesetz. Sie steht in Eutingen, einem Ortsteil der Großstadt Pforzheim in Baden-Württemberg. Die Kirchengemeinde gehört zum Kirchenbezirk Pforzheim-Stadt der Evangelischen Landeskirche in Baden.

## Beschreibung
Vom ursprünglichen um 1490 entstandenen Vorgängerbau stammen noch der dreiseitig geschlossene, von Strebepfeilern gestützte Chor im Osten des Langhauses, an dessen Nordwand die Sakristei angebaut wurde, und die unteren Geschosse des Fassadenturms im Westen. 1859 wurde das Langhaus durch ein querrechteckiges ersetzt und der Fassadenturm um ein Geschoss aufgestockt, das den Glockenstuhl beherbergt, und mit einem von einer Laterne bekrönten Pyramidendach bedeckt.